# Alice Durand

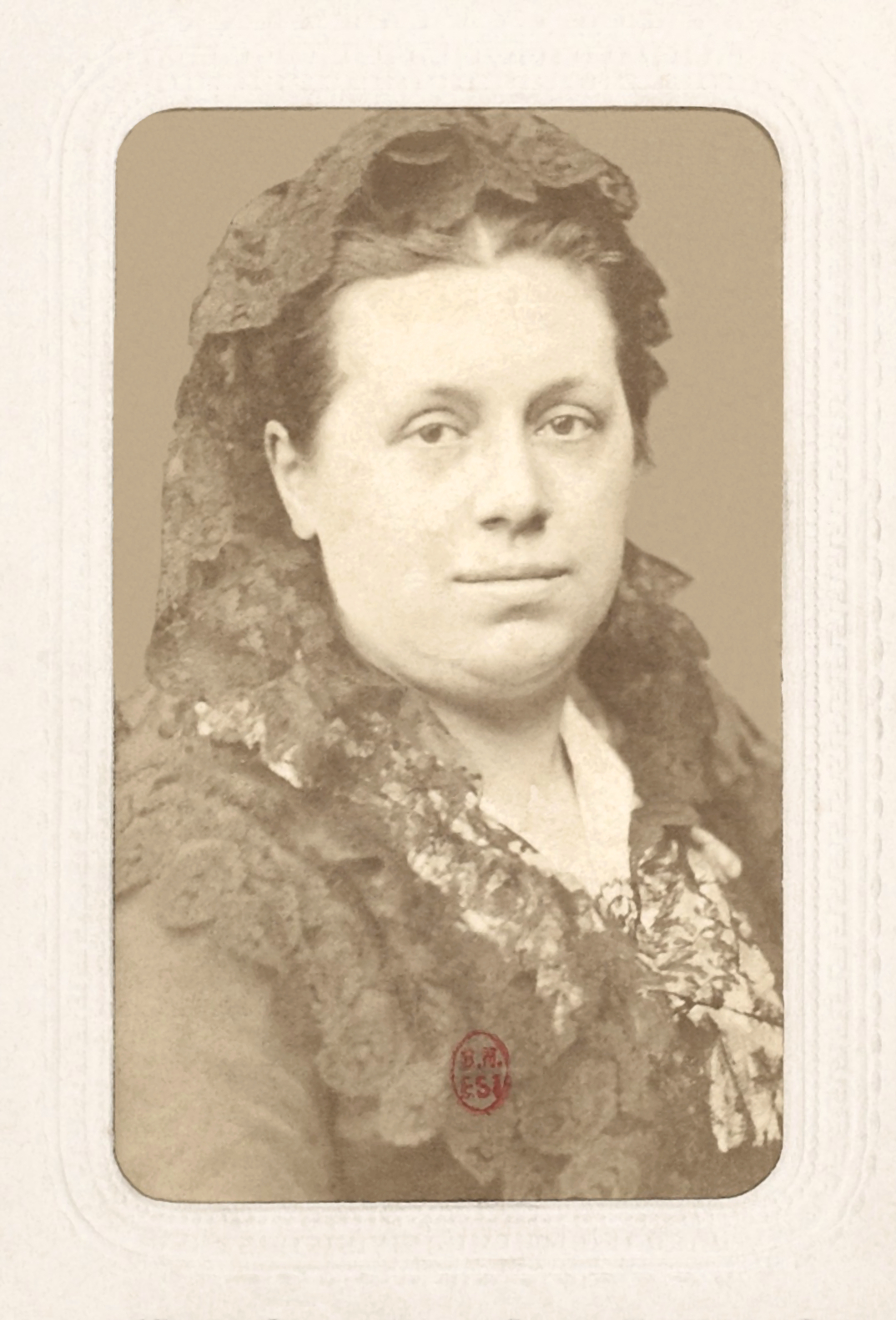
Alice Durand omkring 1870.

Alice Marie Céleste Durand, född 12 oktober 1842, död 26 maj 1902, var en fransk författare, känd under pseudonymen Henry Gréville.
Durand har författat ett 50-tal romaner, utmärkta av en rask handling och behagfull form, skildrat livet inom de förnäma kretsarna i Ryssland, speciellt Sankt Petersburg, där hon länge vistades. Bland hennes arbeten märks L'expiation de Savéli (1876), Dosia (1876), La princese Oghérof (1877), L'héritage de Xénie (1880).

## Böcker på svenska
- Sonja (Sonia) (översättning E. F. Lönnrot, Seligmann, 1878)
- Raïssas pröfningar (översättning C. G. Bergman, Seligmann, 1878)
- Furstinnan Oghérof (La princese Oghérof) (översättning A. B., Lamm, 1878)
- Far och dotter (översättning M. A. Goldschmidt, Lamm, 1878)
- Dosia (Dosia) (översättning C. A. Svahn, Lamm, 1878)
- Väninnan (översättning E. F. Lönnrot, Seligmann, 1879)
- Damian Markof (Leufstedt, 1879)
- Bonne Marie (Lamm, 1879)
- Ariadne Ranine (Adolf Bonnier, 1879)
- En uppoffrande qvinna (översättning C. Hart, K. Gustafsson, 1880)
- Philoménes giftermålsplaner (översättning E. F. Lönnrot, Wallberg, 1880)
- Lucie Rodey: berättelse (D. F. Bonnier, 1880)
- Värnlös (översättning C. Harth, K. Gustafsson, 1882)
- Rose Rosier (T. Hedlund, 1882)
- Förräderi (översättning Tom Wilson, Svea, 1883)
- Den lösta gåtan (Un mystère) (översättning Th. Hasselqvist, Envall & Kull, 1890)
- Snaror (Bille, 1891)
- Milliardörernas konung (Stockholms-Tidningen, 1909)
- Väninnan (översättning Tom Wilson, Nordiska förlaget, 1917)
- Furstinnan Oghérof (La princese Oghérof) (översättning Betsy Bjurman, Nordiska förlaget, 1918)
- Sonja (Sonia) (översättning Einar Ekstrand, B. Wahlström, 1923)